# زد۱

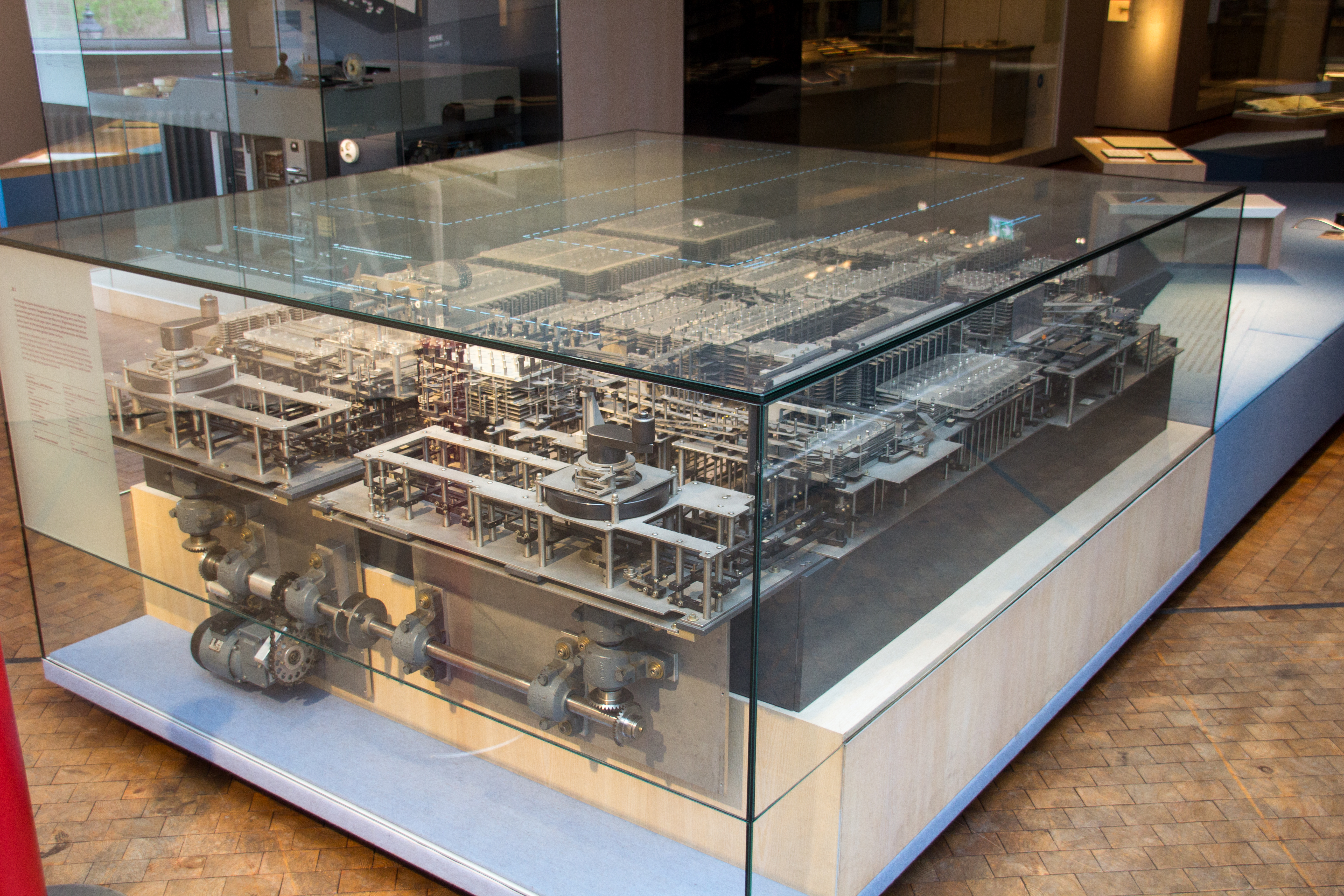
ماکت Z1 در موزه فناوری آلمان در برلین

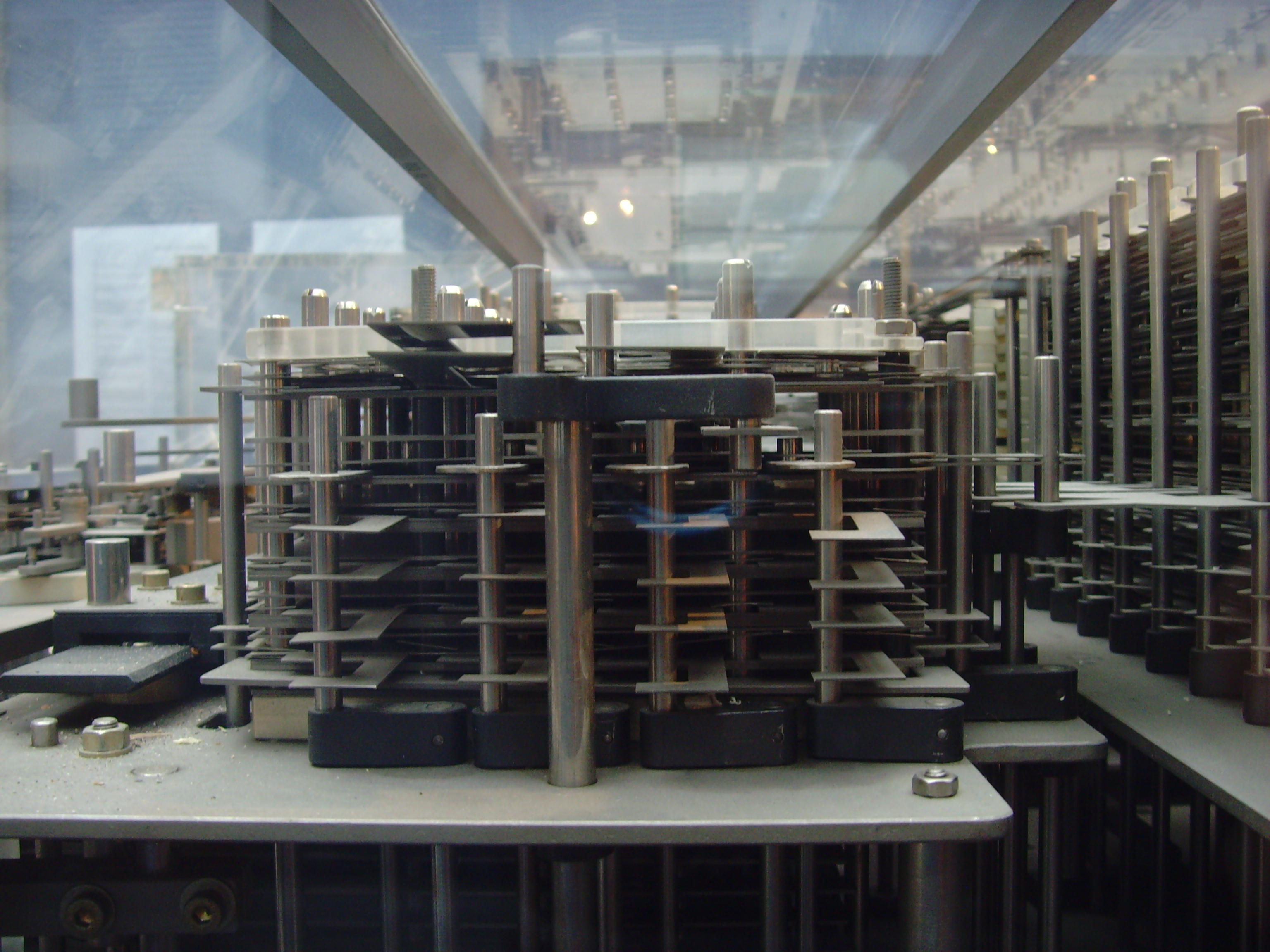
نمای داخلی Z1

Z1 یک کامپیوتر مکانیکی موتور محور بود که توسط کنراد تسوزه از سال ۱۹۳۶ تا ۱۹۳۷ طراحی شد. او از سال ۱۹۳۶ تا ۱۹۳۸ در خانه پدر و مادرش ساخت. این یک ماشین حساب مکانیکی باینری با قابلیت برنامه‌ریزی محدود بود که دستورالعمل‌های فیلم سلولویید مشت شده را می‌خواند.
Z1 اولین رایانه قابل برنامه‌ریزی آزاد در جهان بود که از منطق بولی و اعداد دودویی با نقطه شناور استفاده می‌کرد، اما در عملکرد غیرقابل اعتماد بود. در سال ۱۹۳۸ تکمیل شد و کاملاً از محل بودجه‌های خصوصی تأمین مالی شد. این رایانه در بمباران برلین در دسامبر ۱۹۴۳، در طول جنگ جهانی دوم، همراه با همه برنامه‌های ساختمانی نابود شد.
Z1 اولین سری از کامپیوترهایی بود کهZuse طراحی کرد. نام اصلی آن برای Versuchs Modell 1 (منظور مدل آزمایشی 1) "V1" بود. پس از جنگ جهانی دوم، "Z1" نامگذاری شد تا از بمب‌های پرنده طراحی شده توسط رابرت لوسر متمایز شود. Z2 و Z3 براساس بسیاری از ایده‌های مشابه Z1 پیگیری شدند.

## طرح

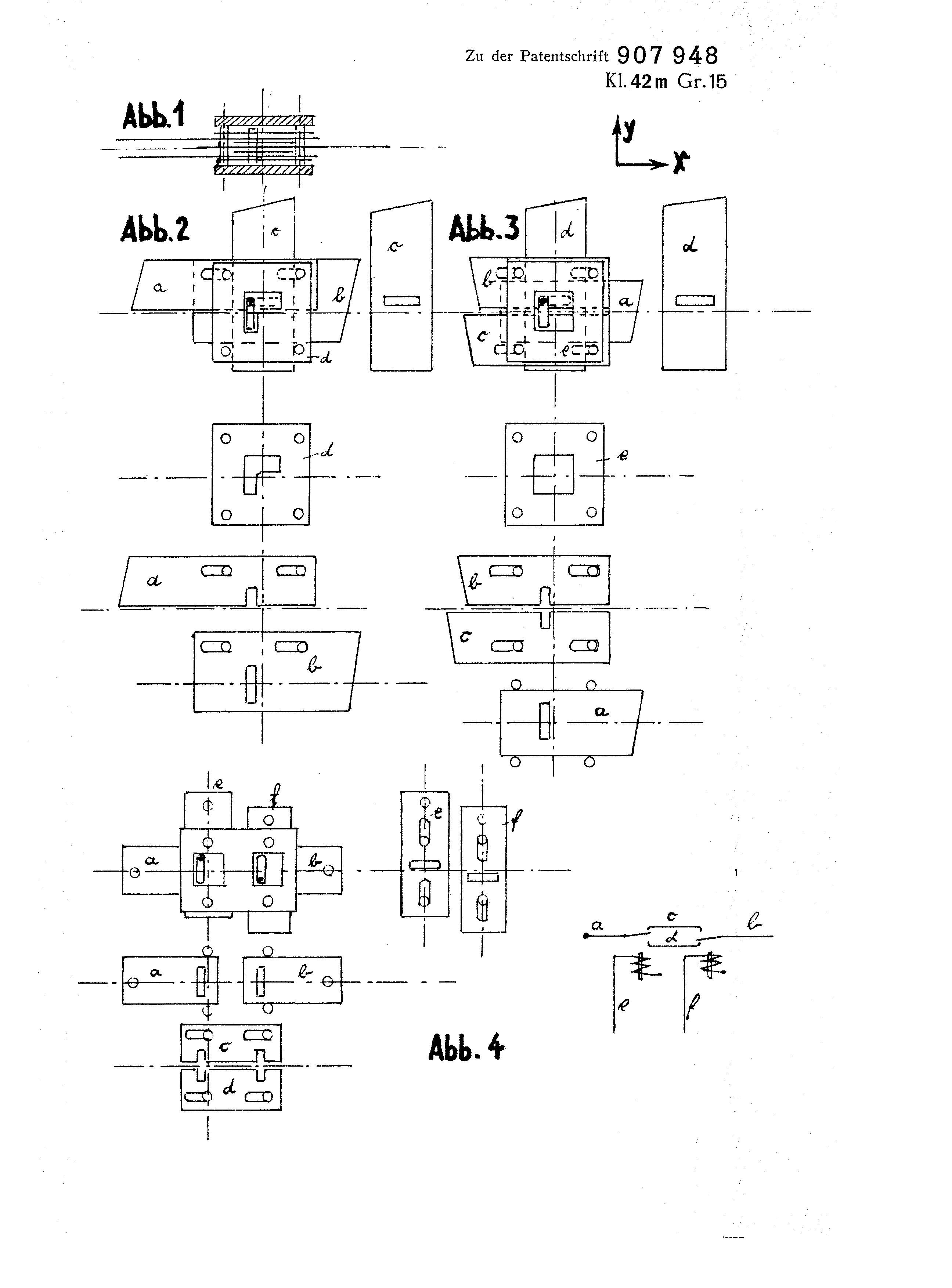
نمودارهای ثبت اختراع Zuse در مه ۱۹۳۶ برای یک عنصر سوئیچینگ باینری با استفاده از مکانیزم میله‌های کشویی مسطح. Z1 بر اساس چنین عناصری ساخته شده بود.

Z1 تقریباً تمام قسمتهای یک کامپیوتر مدرن را شامل می‌شود، یعنی واحد کنترل، حافظه، توالی‌های میکرو، منطق شناور و دستگاه‌های ورودی-خروجی. Z1 از طریق نوار پانچ شده و نوارخوان منگنه قابل برنامه‌ریزی بود. بین نوارخوان منگنه شده، واحد کنترل برای نظارت بر کل دستگاه و اجرای دستورالعمل‌ها، واحد حساب و دستگاه‌های ورودی و خروجی، یک تفکیک مشخص وجود داشت. واحد نوار ورودی سوراخ‌ها را در فیلم ۳۵ میلی‌متر می‌خواند.
Z1 یک مقدار جمع‌کننده و زیرشاخص ۲۲ ممیز شناور بود، با برخی منطق‌های کنترل‌کننده، توانایی انجام عملیات پیچیده تری از قبیل ضرب (با جمع مکرر) و تقسیم (با تفریق مکرر) را دارد. مجموعه دستورالعمل‌های Z1 دارای ۹ دستورالعمل بودند و هر دستورالعمل بین یک تا بیست چرخه طول می‌کشید.
Z1 دارای یک حافظه ۶۴ کلمه ای با نقطه شناور بود که در آن هر کلمه حافظه از واحد کنترل قابل خواندن و نوشتن بود. واحدهای حافظه مکانیکی از نظر طراحی منحصر به فرد بوده و توسط کنراد تسوزه در سال ۱۹۳۶ به ثبت رسیده‌است. این دستگاه فقط قادر به اجرای دستورالعمل‌ها هنگام خواندن از نوار خوان پانچ شده بود، بنابراین برنامه از قبل به‌طور کامل در حافظه داخلی بارگیری نمی‌شد.
ورودی و خروجی با عدد اعشاری بود، با یک نمایان اعشاری و واحدها دارای ماشین آلات ویژه ای برای تبدیل آنها به اعداد دودویی بودند. دستورالعمل ورودی و خروجی به عنوان اعداد شناور خوانده یا نوشته می‌شود. نوار برنامه ۳۵ بود فیلم mm با دستورالعمل‌های رمزگذاری شده در سوراخ‌های سوراخ شده.

## ساخت و ساز

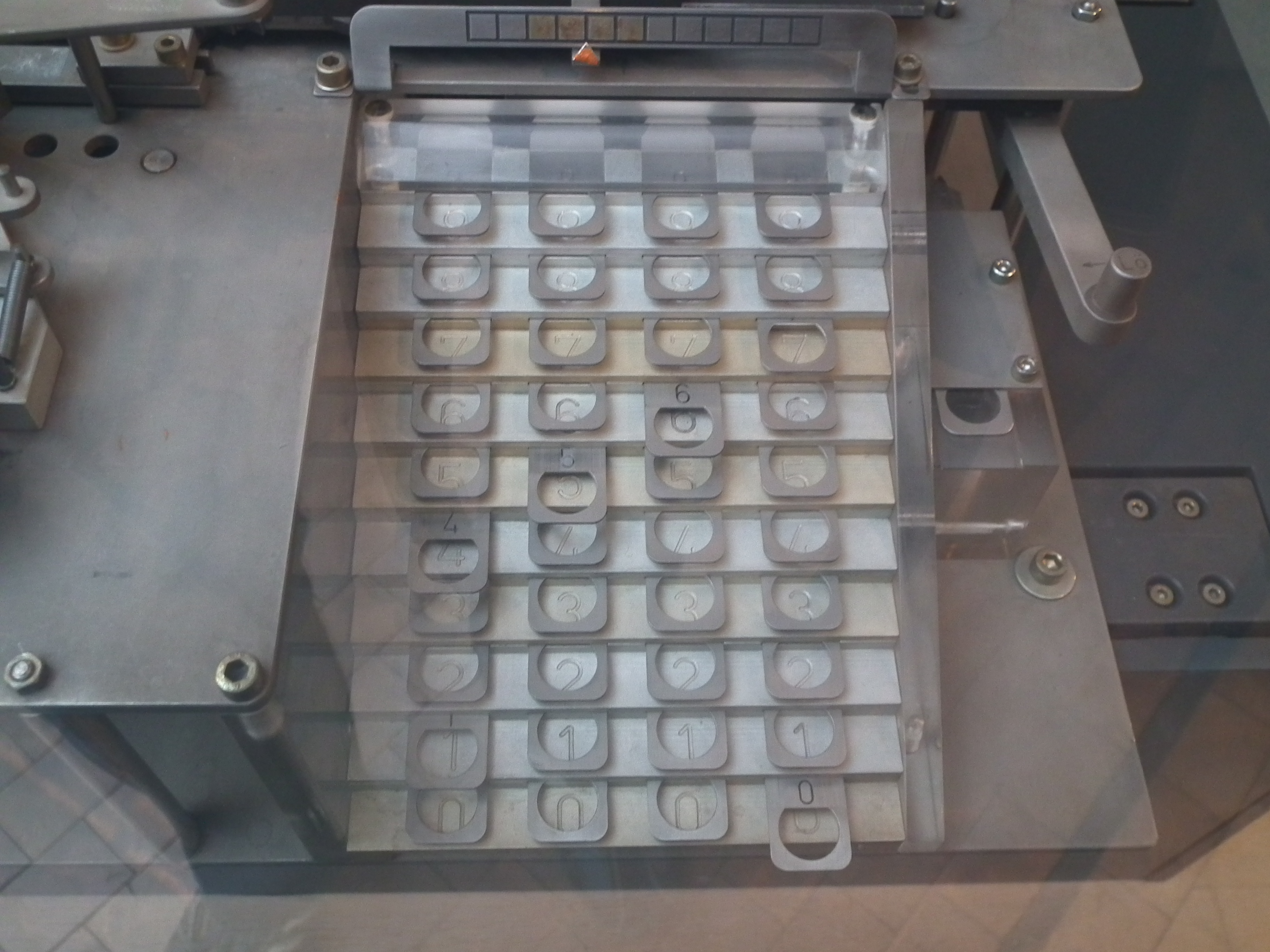
بدنه زد۱

"Z1 ماشینی با وزن حدود ۱۰۰۰ کیلوگرم بود که از حدود ۲۰٬۰۰۰ قطعه تشکیل شده بود. این یک کامپیوتر قابل برنامه ریزی بود، مبتنی بر اعداد دودویی شناور و یک سیستم سوئیچینگ باینری. این ورق کاملاً از ورقهای نازک فلزی تشکیل شده بود که زوز و دوستانش با استفاده از اره برقی تولید کردند. "دستگاه ورودی [داده] یک صفحه کلید بود. . . برنامه‌های Z1 (کنراد تسوزه آنها را رچنپلین می‌نامید، برنامه‌های محاسباتی) با استفاده از کد ۸ بیتی در نوارهای پانچ ذخیره می‌شدند "
ساخت Z1 به صورت خصوصی تأمین می‌شد. زوزه از پدر و مادرش، خواهرش لیزلوت، برخی از دانشجویان برادری AV موتیو پول گرفت. Helmut Schreyer) و Kurt پانکه (تولیدکننده ماشین حساب در برلین) برای این کار.
کنراد تسوزه Z1 را در آپارتمان والدینش ساخت. در واقع، به او اجازه داده شد از اتاق نشیمن برای ساخت و ساز خود استفاده کند. در سال ۱۹۳۶، زوز برای ساخت Z1 شغل خود را در ساخت هواپیما ترک کرد.
گفته می‌شود کنراد تسوزه از «نوارهای فلزی نازک» و شاید «استوانه‌های فلزی» یا صفحات شیشه ای برای ساخت Z1 استفاده کرده‌است. احتمالاً هیچ relay تجاری در آن وجود نداشته‌است (اگرچه گفته می‌شود Z3 از چند رله تلفن استفاده کرده‌است). تنها واحد الکتریکی یک موتور الکتریکی بود که فرکانس ساعت را ۱ می‌کند هرتز (چرخه در هر ثانیه) به دستگاه.
حافظه از نوارهای نازک فلزی شکاف دار و سنجاق‌های کوچک ساخته شده‌است و از رله‌ها سریع تر، کوچکتر و قابل اطمینان تر است. Z2 از حافظه مکانیکی Z1 استفاده می‌کرد، اما از حساب مبتنی بر رله استفاده می‌کرد. Z3 به‌طور آزمایشی کاملاً از رله ساخته شده‌است. Z4 اولین تلاش برای رایانه تجاری بود که به حافظه نوار فلزی شکافدار مکانیکی سریعتر و مقرون به صرفه تری با پردازش رله Z2 بازگشت، اما جنگ توسعه Z4 را قطع کرد.
Z1 هرگز به دلیل همگام سازی ضعیف ناشی از تنش‌های داخلی و خارجی قطعات مکانیکی، در عملکرد بسیار قابل اعتماد نبود.